# Glochidion namilo
Glochidion namilo är en emblikaväxtart som beskrevs av André Guillaumin. Glochidion namilo ingår i släktet Glochidion och familjen emblikaväxter.
Artens utbredningsområde är Vanuatu. Inga underarter finns listade i Catalogue of Life.